# Meridià 5 a l'oest
El meridià 5 a l'oest de Greenwich és una línia de longitud que s'estén des del pol Nord travessant l'oceà Àrtic, Europa, l'oceà Atlàntic, Àfrica, l'oceà Antàrtic, i l'Antàrtida fins al pol Sud.
El meridià 5 a l'oest forma un cercle màxim amb el meridià 175 a l'est. Com tots els altres meridians, la seva longitud correspon a una semicircumferència terrestre, uns 20.003,932 km. Al nivell de l'Equador, és a una distància del meridià de Greenwich de 557 km.

## De Pol a Pol
Començant en el pol Nord i dirigint-se cap al pol Sud, aquest meridià travessa:
| Coordenades                           | País, territori o mar | Notes |
| ------------------------------------- | --------------------- | --- |
| 90° 0′ N, 5° 0′ O / 90.000°N,5.000°O  | Oceà Àrtic            | |
| 81° 55′ N, 5° 0′ O / 81.917°N,5.000°O | Oceà Atlàntic         | |
| 58° 38′ N, 5° 0′ O / 58.633°N,5.000°O | Regne Unit            | Escòcia |
| 55° 52′ N, 5° 0′ O / 55.867°N,5.000°O | Firth de Clyde        | Passa entre l'Illa de Bute i The Cumbraes, Escòcia, Regne Unit (a 55° 46′ N, 5° 0′ O / 55.767°N,5.000°O) · Passa a l'est de l'illa d'Arran, Escòcia, Regne Unit (a 55° 33′ N, 5° 5′ O / 55.550°N,5.083°O) |
| 55° 7′ N, 5° 0′ O / 55.117°N,5.000°O  | Regne Unit            | Escòcia — Passa a l'est de Stranraer (a 54° 54′ N, 5° 1′ O / 54.900°N,5.017°O) |
| 54° 45′ N, 5° 0′ O / 54.750°N,5.000°O | Mar d'Irlanda         | Passa a l'oest de Calf of Man, Illa de Man (a 54° 3′ N, 4° 49′ O / 54.050°N,4.817°O) · Passa a l'oest de Ynys Enlli, Gal·les, Regne Unit (a 52° 45′ N, 4° 48′ O / 52.750°N,4.800°O)                       |
| 52° 1′ N, 5° 0′ O / 52.017°N,5.000°O  | Regne Unit            | Gal·les — Passa a l'oest de Haverfordwest (a 51° 48′ N, 4° 58′ O / 51.800°N,4.967°O) |
| 51° 37′ N, 5° 0′ O / 51.617°N,5.000°O | Mar Cèltica           | |
| 50° 32′ N, 5° 0′ O / 50.533°N,5.000°O | Regne Unit            | Anglaterra — Passa a l'est de Truro (a 50° 16′ N, 5° 3′ O / 50.267°N,5.050°O) |
| 50° 9′ N, 5° 0′ O / 50.150°N,5.000°O  | Oceà Atlàntic         | Canal de la Mànega · Passa a l'est de l'illa de Ouessant, França (a 48° 28′ N, 5° 2′ O / 48.467°N,5.033°O) · Iroise · Golf de Biscaia — des de 47° 7′ N, 5° 0′ O / 47.117°N,5.000°O                       |
| 43° 28′ N, 5° 0′ O / 43.467°N,5.000°O | Espanya               | |
| 36° 28′ N, 5° 0′ O / 36.467°N,5.000°O | Mar Mediterrània      | Mar d'Alboran |
| 35° 24′ N, 5° 0′ O / 35.400°N,5.000°O | Marroc                | Passa a través de Fes (a 34° 2′ N, 5° 0′ O / 34.033°N,5.000°O) |
| 30° 10′ N, 5° 0′ O / 30.167°N,5.000°O | Algèria               | |
| 25° 6′ N, 5° 0′ O / 25.100°N,5.000°O  | Mauritània            | Per uns 12 km |
| 25° 0′ N, 5° 0′ O / 25.000°N,5.000°O  | Mali                  | |
| 11° 59′ N, 5° 0′ O / 11.983°N,5.000°O | Burkina Faso          | |
| 10° 4′ N, 5° 0′ O / 10.067°N,5.000°O  | Costa d'Ivori         | |
| 5° 8′ N, 5° 0′ O / 5.133°N,5.000°O    | Oceà Atlàntic         | |
| 60° 0′ S, 5° 0′ O / 60.000°S,5.000°O  | Oceà Antàrtic         | |
| 70° 21′ S, 5° 0′ O / 70.350°S,5.000°O | Antàrtida             | Terra de la Reina Maud — reclamada per Noruega |